# John Campbell, 3. hrabě z Breadalbane
John Campbell, 3. hrabě z Breadalbane (John Campbell, 3rd Earl of Breadalbane and of Holland, 3rd Viscount Campbell of Tay and of Paintland, 3rd Baron Glenorchy, Benederaloch and Weick) (10. března 1696, Londýn, Anglie – 26. ledna 1782, Abbey Kirk, Skotsko) byl skotský šlechtic, britský diplomat, politik a dvořan. Od mládí se uplatňoval v diplomacii, byl dlouholetým vyslancem v Dánsku a Rusku, později zastával funkce ve vládě a u dvora. V roce 1752 zdědil po otci titul hraběte z Breadalbane, do té doby užíval titul Lord Glenorchy.

## Životopis

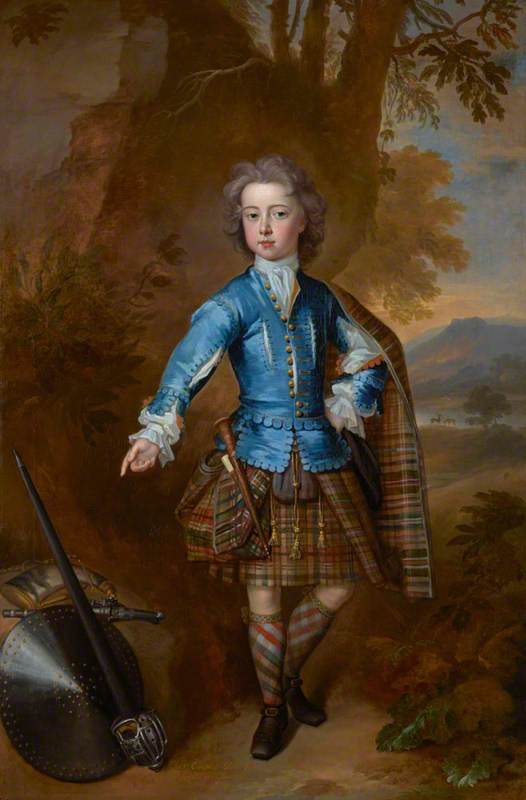
Portrét Johna Campbella, lorda Glenorchy, v dětském věku (1708, Skotské národní galerie)

Pocházel ze starobylého skotského klanu Campbellů, který v této linii užíval od roku 1681 titul hrabat z Breadalbane. Narodil se jako jediný syn Henryho Campbella, 2. hraběte z Breadalbane (1662–1752), po matce byl potomkem rodu Villiersů. Studoval v Oxfordu a svou kariéru zahájil ve dvorských službách, v letech 1718–1720 byl štolbou prince waleského. Poté nastoupil diplomatickou dráhu a v letech 1720–1730 byl britským vyslancem v Kodani, během této mise obdržel Řád lázně (1725). Mezitím byl zvolen i do parlamentu a v letech 1727–1746 byl poslancem Dolní sněmovny za stranu whigů. V letech 1731–1741 byl vyslancem v Petrohradu, kde setrval do začátku války o rakouské dědictví. Po návratu do Londýna se stal členem Walpolovy vlády ve funkci lorda admirality (1741–1742). Později opět působil u dvora a v letech 1745–1756 byl lordem správcem korunních klenotů (Master of the Jewel Office).
Po otci zdědil v roce 1752 titul hraběte z Breadalbane (do té doby byl znám pod jménem lord Glenorchy). Titul platil pouze pro Skotsko, ale v letech 1752–1768 a 1774–1780 zasedal ve Sněmovně lordů jako reprezentant skotských peerů. Dále zastával post královského sudího v jižních hrabstvích (1756–1765) a v roce 1765 byl jmenován členem Tajné rady. Zároveň se skotským peerstvím začal zastávat čestné funkce ve Skotsku, kde byl lordem strážcem tajné pečeti (1765–1766) a lordem viceadmirálem (1776–1782). Získal čestný doktorát v Oxfordu.
Jeho první manželkou Amabel Grey (1696–1717), dcera vévody z Kentu, podruhé se oženil s Arabellou Pershall (1703–1762). Z druhého manželství měl tři syny, všichni však zemřeli předčasně. Dospělého věku se dožil nejmladší syn John Campbell, lord Glenorchy (1738–1771), který byl zabit v souboji. Titul hrabat z Breadalbane pak přešel na další rodovou větev. Dcera Jemima (1722–1797) zdědila po rodu Grey titul markýzy Grey a provdala se za 2. hraběte z Hardwicke.